# Dominique Malonga
Dominique Malonga, nome completo Dominique Sossorobla Malonga (Châtenay-Malabry, 8 gennaio 1989), è un ex calciatore francese naturalizzato congolese (Repubblica del Congo), di ruolo attaccante.

## Biografia
Nato in Francia a Châtenay-Malabry da genitori congolesi è cresciuto nella periferia di Parigi, tifoso fin da bambino del Monaco in seguito ha descritto il suo periodo nel club del principato, citando: "È bellissimo e Monte Carlo è bellissimo e siamo stati molto privilegiati, perché nello stadio avevamo una scuola e tutto ciò di cui avevamo bisogno. Era un grande, grande, grande centro. Non hanno molte persone che vanno alle loro partite, però. I soldi sono buoni ma i tifosi non sono così buoni. È meglio giocare qui." 

## Caratteristiche tecniche
Punta centrale dall'elevata stazza fisica, abile nei contrasti e nei tiri da fuori, in carriera è stato utilizzato anche come ala in entrambi le posizioni.

## Carriera

### Club

#### Inizi
Muove i primi passi nel mondo del calcio con il Montrouge 92, piccola squadra dell'omonima cittadina francese. Successivamente passa al Tours restando per due anni, in seguito viene notato da scout del Monaco il quale lo mette sotto contratto formandolo ed inserendo nel proprio settore giovanile. Nella stagione 2006-07 gioca nella squadra riserve, ben figurando con 8 reti messe a segno in 16 presenze. Nell'estate 2007 si svincola dal club francese e firma un contratto quadriennale con il Torino, che nonostante la giovane età lo integra da subito nella rosa della prima squadra, sotto la guida del tecnico Walter Novellino.
Fa il suo esordio in maglia granata all'età di 18 ani il 23 settembre 2007 in occasione della partita interna contro il Siena, valevole per la quarta giornata di campionato, rilevando Álvaro Recoba al 62' minuto. Pochi mesi più tardi realizza la sua prima rete in Serie A, segnando l'11 novembre 2007, al 15º minuto di Torino-Catania (1-1), cogliendo il pallone respinto dalla traversa a seguito di una rovesciata di Nicola Ventola. Successivamente dopo l'esonero di Novellino e l'arrivo di Gianni De Biasi viene relegato nella formazione primavera, tornando a giocare poco più di un quarto d'ora nella sconfitta interno di 1-0 contro l'Empoli del 16 aprile.
Nella stagione seguente mister De Biasi continua a non utilizzarlo, impiegandolo solo nel 4° Turno di Coppa Italia contro il Livorno dove parte titolare, ma dopo uno scontro di gioco già al 22' minuto è costretto ad uscire venendo rilevato da Ignazio Abate. Successivamente gli esami riportano un infortunio ai legamenti obbligandolo allo stop. Il 2 febbraio 2009 per consentire di ritrovare condizione e minutaggio passa in prestito al Foggia in Lega Pro Prima Divisione fino al termine della stagione, con il club rossonero gioca 9 partite restando in campo per tutti i 90' minuti solo in un paio di occasioni, risultando quasi mai determinante quando impiegato, riesce a segnare l'unica rete in campionato in occasione del derby pugliese contro il Gallipoli giocato allo Stadio Antonio Bianco, segnando all'83' minuto il gol del definitivo 2-2. .

#### Cesena e Vicenza
Tornato a Torino viene girato in prestito al Cesena in Serie B. Dopo un inizio non esaltante in cui viene scarsamente impiegato dal tecnico Pierpaolo Bisoli, la svolta arriva il 24 novembre gioca dal primo minuto proprio contro il Torino regalando una grande prestazione e segnando il gol del pareggio (1-1) contro la sua ex-squadra. Dopo questa partita inizia ad essere preso sempre più in considerazione, venendo impiegato con continuità, nel finale di stagione trova gol, prestazioni e titolarità, nella terzultima giornata di campionato a Lecce si rende protagonista di una clamorosa doppietta nel finale, che consente alla squadra romagnola di espugnare un "Via del Mare" gremito da 35.000 spettatori. Al termine della stagione in virtù del secondo posto in classifica è protagonista insieme al resto della squadra della promozione in Serie A.
Nell'estate del 2010 il Cesena ne acquista la metà del cartellino. Sotto la guida di Massimo Ficcadenti ben figura alla prima stagione nella massima serie maglia bianconera, scendendo in campo in 22 occasioni e segnando due reti.
La prima è quella che chiude l'incontro al Dall'Ara contro il Bologna (Bologna-Cesena 0-2) e la seconda è ancora la rete decisiva su passaggio di Emanuele Giaccherini in casa del Cagliari (Cagliari-Cesena 0-2), a fine stagione raggiunge insieme alla squadra l'obiettivo della salvezza.
Il 24 giugno 2011 la società bianconera acquista anche l'altra metà del cartellino dal Torino e diventa a pieno titolo un giocatore del Cesena per una cifra totale di circa 2 milioni di euro. La stagione successiva complice vari infortuni e varie difficoltà della squadra con vari cambi in panchina non riesce a ripete la precedente buona stagione, raccogliendo 13 presenze e non riuscendo ad evitare la retrocessione in Serie B.
Il 31 agosto 2012, dopo la retrocessione, il Cesena lo cede in prestito in Serie B al Vicenza; l'accordo prevede l'opzione per il riscatto della comproprietà del giocatore.
Esordisce in maglia biancorossa il 1º settembre 2012, proprio contro la sua ex squadra il Cesena allo stadio Romeo Menti, firmando subito una doppietta. Segna poi altre tre reti nelle successive tre partite, andando sempre a segno ad ogni partita, arrivando alla vigilia della sesta giornata in testa alla classifica marcatori. A differenza della travagliata stagione che affronta il suo club, vive un'ottima stagione personale, diventando titolare e chiudendo con un bilancio di 38 partite e 10 reti, raggiungendo per la prima volta in carriera la doppia cifra.

#### Real Murcia e Hibernian
Il 30 giugno, non essendo riscattata la comproprietà dal Vicenza causa retrocessione in Lega Pro Prima divisione, torna al Cesena che lo gira in prestito al Real Murcia, nella Segunda División spagnola. Col club spagnolo, inizia ad essere decisivo nella seconda parte di stagione, aiutando la squadra in piena lotta per la promozione nella Primera División, chiudendo in classifica con un ottimo 4° posto, che da accesso alla semifinale playoff poi persa contro il Cordoba. A fine stagione dopo 27 presenze e 5 gol vede la propria squadra venire retrocessa in Segunda División B per inadempienze economiche, facendo ritorno in Italia.
Al suo ritorno dal prestito in Spagna, il Cesena lo cede a titolo definitivo all'Hibernian, squadra militante nella Scottish Championship, la seconda divisione scozzese. Con il club biancoverde diviene da subito uno dei titolari inamovibili vivendo una grande stagione, riuscendo a segnare nel match di andata contro il Dumbarton una tripletta ed in quello di ritorno sempre contro la medesima squadra una doppietta, mantenendo durante tutta la stagione qualità del gioco, prestazioni e gol, tanto da portarlo alla naturalizzazione congolese e ad entrare nel giro della Nazionale del Congo. A fine stagione il bottino di 13 gol in 24 incontri, chiudendo in quarta posizione nella classifica marcatori alla conquista del secondo posto e alla semifinale playoff per la promozione in Scottish Premiership. La stagione seguente inizia sempre in maniera ottima, continuando sulla stessa scia di prestazione dell'anno appena terminato.

#### Ritorni in Italia e Spagna e Servette
Nel mercato di riparazione dopo un totale di 54 presenze e 22 gol, il 27 gennaio 2016 la società Pro Vercelli in piena lotta salvezza e alla ricerca di un attaccante di peso che riesca a garantire gol, comunica di aver tesserato l'attaccante. Esordendo con la maglia dei leoni bianchi tre giorni dopo nella sconfitta della trasferta di Latina, marcando la sua prima rete poche settimane più tardi davanti il proprio pubblico nella sconfitta di 3-2 contro la Virtus Entella. Si ripete poi in altre due occasioni rispettivamente contro Pescara e Modena, riuscendo al termine della stagione nell'impresa di salvare il club raggiungendo la salvezza diretta in virtù del 17° posto. Nella nuova stagione il neo tecnico Moreno Longo non lo prende mai in considerazione, altrernandosi tra panchina e tribuna, cause che faranno andare il calciatore il 30 gennaio 2016 all'Elche in Segunda División, ritornando in Spagna dopo due anni e mezzo. Con il club immischiato per non retrocedere in terza serie, viene scarsamente impiegato, partendo sempre dalla panchina e giocando ogni volta in cui è chiamato in causa pochi spezzoni. Effettuando l'unica marcatura il 28 aprile 2017 per altro irrilevante, avvenuta al 93' minuto nell'ultima azione della partita portando il punteggio sul 3-2 nella sconfitta contro l'Almería. Chiudendo la seconda esperienza spagnola con 9 presenze ed un solo gol e con la retrocessione in Segunda División B avvenuta al 21º e penultimo posto con svariate giornate d'anticipo sulla fine del campionato.
Il 28 agosto 2017 il Servette comunica di aver tesserato l'attaccante per una stagione. Fa il suo esordio ufficiale il 16 settembre in occasione della partita di Coppa Svizzera contro il Lucerna, subentrando a Florian Berisha durante il secondo tempo. Riesce pochi giorni dopo ad esordire anche in campionato, ma viene scarsamente utilizzato, subentrando sempre nella ripresa negli ultimi minuti delle varie partite, alternandosi il più delle volte tra panchina e tribuna, raccogliendo complessivamente soli 73' minuti di gioco, prima di doversi fermare per un infortunio. Al rientro viene mandato con la squadra riserve militante in quarta serie fino al termine della stagione, ritrovando la titolarità, segnando ben 7 gol in 6 presenze. A fine stagione alla naturale scadenza del cntratto, lascia la squadra elvetica.

#### Esperienze varie e ultimi anni
Dopo aver sostenuto un periodo di prova con la Triestina nell'agosto 2018, nel quale aveva trovato anche una doppietta in amichevole col Monfalcone, il 10 settembre seguente passa al Chania-Kissamikos, militante in seconda divisione greca. Debutta alla prima giornata di campionato contro l'AE Spartī, subentrando al 59' minuto a Rayan Kadima e segnando venti minuti più tardi su calcio di rigore il definitivo 1-1 del match. Dopo aver giocato da titolare le successive due giornate, inizia a venir poco impiegato perdendo il posto da titolare.
Dopo 6 presenze ed una sola rete lascia il club greco e il 26 marzo 2019 viene ufficializzato il passaggio di Malonga al Cavalry, società canadese neonata che gioca nella nuova massima serie canadese. Durante la militanza in Canada, Malonga torna ad avere una buona percentuale realizzativa; nelle prime tredici gare realizza sei reti e in tutta la stagione colleziona 31 presenze e 13 reti (di cui quattro doppiette) tra campionato e coppa, finendo al secondo posto nella classifica marcatori e attirando l'interesse di club europei.
Il 6 marzo 2020 passa al Lokomotiv Plovdiv, squadra militante nella massima serie bulgara. Il 5 giugno gioca la prima partita, subentrando a partita in corso nella seconda frazione di gioco e realizzando dopo 18 minuti la prima rete con i bulgari e del momentaneo 1-0 contro l'Etăr. Termina l'avventura bulgara con la conquista della Coppa nazionale vinta ai calci di rigore contro il CSKA Sofia, segnando uno dei rigori finali che consegneranno la seconda coppa della sua storia al suo club, rimanendo al termine del contratto svincolato. Il 26 febbraio da svincolato si accorda con il KPV, squadra della massima serie finlandese, firmando un contratto fino al termine della stagione. Dopo aver deluso le aspettative in quanto poco impiegato e con scarse prestazioni da parte dello stesso calciatore rimane svincolato. Segue un'altra poco felice esperienza stavolta in Islanda con il Þór venendo impiegato in tre mesi solo in due occasioni, partendo solo una volta titolare ma venendo sostituito ad inizio ripresa per scarsa prestazione e condizione atletica, rescindendo il contratto e rimanendo nuovamente svincolato. Il 12 gennaio 2022 a distanza di cinque anni torna in Italia, firmando un contratto valido fino al 30 giugno con il neopromosso Virtus Matino in Serie D, squadra dell'omonimo comune pugliese. Anche questa esperienza si rivela poco felice in quanto non riesce mai a fornire prestazioni convincenti e a segnare gol, dividendosi tra panchina e tribuna, e a non evitare la retrocessione della squadra, giunta all'uòtimo posto in classifica e con svariate giornate di anticipo rispetto alla fine del campionato. Ritornando così in Eccellenza dopo una sola stagione vissuta in D, rimanendo nuovamente svincolato. Seguono diverse esperienze minori. Al termine della stagione 2023-24 all'età di 34 anni appende gli scarpini al chiodo.

### Nazionale
Nel 2007 viene convocato con la Nazionale francese under-19 per alcuni match amichevoli, siglando una doppietta all'esordio che consentirà di vincere 3-2 contro i pari età della Svizzera, scendendo in campo due giorni più tardi nella vittoria di 2-1 anche contro la Svezia, entrambi match validi per la qualificazione al successiva campionato europeo di categoria. Nel 2009 il ct Luc Rabat lo stesso che lo aveva convocato precedentemente con l'under-19 lo seleziona per giocare alcune partite amichevoli con l'under-20 scendendo in campo in due occasioni e segnando un gol. 
Il 2 settembre 2012 in vista di una possibile naturalizzazione viene convocato dal ct Jean-Guy Wallemme per uno stage in Francia ad Auxerre, con la Nazionale del Congo, al quale però non partecipa causa concomitanza con una gara del Vicenza in campionato.
Successivamente nel 2014 dopo aver ottenuto la naturalizzazione con il paese africano inizia ad essere convocato con la medesima nazionale dal neo ct Claude Le Roy, mettendo insieme 8 presenze e venendo convocato fino al 2016, con in mezzo la partecipazione nella rosa alla Coppa d'Africa 2015 e ad alcune gare di qualificazione al Mondiale di Russia 2018. 

### Allenatore
Nell'estate del 2024 viene ammesso al corso UEFA B che consente di essere tesserati come collaboratori negli staff di Serie A e B e di essere allenatori in seconda in Serie C oltre a poter allenare tutte le prime squadre fino alla Serie D.

## Statistiche

### Presenze e reti nei club
| Stagione            | Squadra             | Campionato          | Campionato | Campionato | Coppe nazionali | Coppe nazionali | Coppe nazionali | Coppe continentali | Coppe continentali | Coppe continentali | Altre coppe | Altre coppe | Altre coppe | Totale | Totale |
| Stagione            | Squadra             | Comp                | Pres       | Reti       | Comp            | Pres            | Reti            | Comp               | Pres               | Reti               | Comp        | Pres        | Reti        | Pres   | Reti   |
| ------------------- | ------------------- | ------------------- | ---------- | ---------- | --------------- | --------------- | --------------- | ------------------ | ------------------ | ------------------ | ----------- | ----------- | ----------- | ------ | ------ |
| 2006-2007           | Monaco 2            | CN                  | 16         | 8          | -               | -               | -               | -                  | -                  | -                  | -           | -           | -           | 16     | 8      |
| 2007-2008           | Torino              | A                   | 9          | 1          | CI              | 0               | 0               | -                  | -                  | -                  | -           | -           | -           | 9      | 1      |
| 2008-gen. 2009      | Torino              | A                   | 0          | 0          | CI              | 1               | 0               | -                  | -                  | -                  | -           | -           | -           | 1      | 0      |
| Totale Torino       | Totale Torino       | Totale Torino       | 9          | 1          |                 | 1               | 0               |                    | -                  | -                  |             | -           | -           | 10     | 1      |
| gen.-giu. 2009      | Foggia              | PD                  | 9          | 1          | CI+CI-LP        | -+2             | -+1             | -                  | -                  | -                  | -           | -           | -           | 11     | 2      |
| 2009-2010           | Cesena              | B                   | 22         | 8          | CI              | 0               | 0               | -                  | -                  | -                  | -           | -           | -           | 22     | 8      |
| 2010-2011           | Cesena              | A                   | 22         | 2          | CI              | 1               | 0               | -                  | -                  | -                  | -           | -           | -           | 23     | 2      |
| 2011-2012           | Cesena              | A                   | 13         | 0          | CI              | 1               | 0               | -                  | -                  | -                  | -           | -           | -           | 14     | 0      |
| Totale Cesena       | Totale Cesena       | Totale Cesena       | 57         | 10         |                 | 2               | 0               |                    | -                  | -                  |             | -           | -           | 59     | 10     |
| 2012-giu. 2013      | Vicenza             | B                   | 38         | 10         | CI              | -               | -               | -                  | -                  | -                  | -           | -           | -           | 38     | 10     |
| 2013-2014           | Real Murcia         | SD                  | 27+1       | 5          | CR              | 1               | 0               | -                  | -                  | -                  | -           | -           | -           | 29     | 5      |
| 2014-2015           | Hibernian           | SC                  | 24+2       | 13         | CS+CdL          | 3+2             | 0+3             | -                  | -                  | -                  | -           | -           | -           | 31     | 16     |
| 2015-gen. 2016      | Hibernian           | SC                  | 19         | 4          | CS+CdL          | 1+2             | 1+1             | -                  | -                  | -                  | SCC         | 1           | 0           | 23     | 6      |
| Totale Hibernian    | Totale Hibernian    | Totale Hibernian    | 43+2       | 17         |                 | 8               | 5               |                    | -                  | -                  |             | 1           | 0           | 54     | 22     |
| gen.-giu. 2016      | Pro Vercelli        | B                   | 16         | 3          | CI              | -               | -               | -                  | -                  | -                  | -           | -           | -           | 16     | 3      |
| 2016-gen. 2017      | Pro Vercelli        | B                   | 0          | 0          | CI              | 0               | 0               | -                  | -                  | -                  | -           | -           | -           | 0      | 0      |
| Totale Pro Vercelli | Totale Pro Vercelli | Totale Pro Vercelli | 16         | 3          |                 | 0               | 0               |                    | -                  | -                  |             | -           | -           | 16     | 3      |
| gen.-giu. 2017      | Elche               | SD                  | 9          | 1          | CR              | 0               | 0               | -                  | -                  | -                  | -           | -           | -           | 9      | 1      |
| 2017-2018           | Servette            | ChL                 | 6          | 0          | CS              | 1               | 0               | -                  | -                  | -                  | -           | -           | -           | 7      | 0      |
| 2017-2018           | Servette U21        | 2Li                 | 6          | 7          | -               | -               | -               | -                  | -                  | -                  | -           | -           | -           | 6      | 7      |
| 2018-gen. 2019      | Chania-Kissamikos   | FL                  | 6          | 1          | CG              | 2               | 0               | -                  | -                  | -                  | -           | -           | -           | 8      | 1      |
| 2019                | Cavalry             | CPL                 | 24+2       | 11         | CC              | 5               | 2               | -                  | -                  | -                  | -           | -           | -           | 31     | 13     |
| mar.-giu. 2020      | Lokomotiv Plovdiv   | PL                  | 2+4        | 1+2        | CB              | 2               | 0               |                    | -                  | -                  | -           | -           | -           | 8      | 3      |
| 2021                | KPV                 | YK                  | 7          | 0          | SC              | 2               | 0               | -                  | -                  | -                  | -           | -           | -           | 9      | 0      |
| 2021                | Fjölnir             | 1D                  | 2          | 0          | BK+CdL          | 1+0             | 0+0             | -                  | -                  | -                  | -           | -           | -           | 3      | 0      |
| gen.-giu. 2022      | Virtus Matino       | D                   | 6          | 0          | CI-D            | -               | -               | -                  | -                  | -                  | -           | -           | -           | 6      | 0      |
| Totale carriera     | Totale carriera     | Totale carriera     | 287+7      | 76+2       |                 | 27              | 8               |                    | -                  | -                  |             | 1           | 0           | 322    | 86     |

### Cronologia presenze e reti in Nazionale
| Cronologia completa delle presenze e delle reti in nazionale ― Rep. del Congo | Cronologia completa delle presenze e delle reti in nazionale ― Rep. del Congo | Cronologia completa delle presenze e delle reti in nazionale ― Rep. del Congo | Cronologia completa delle presenze e delle reti in nazionale ― Rep. del Congo | Cronologia completa delle presenze e delle reti in nazionale ― Rep. del Congo | Cronologia completa delle presenze e delle reti in nazionale ― Rep. del Congo | Cronologia completa delle presenze e delle reti in nazionale ― Rep. del Congo | Cronologia completa delle presenze e delle reti in nazionale ― Rep. del Congo |
| Data                                                                          | Città                                                                         | In casa                                                                       | Risultato                                                                     | Ospiti                                                                        | Competizione                                                                  | Reti                                                                          | Note                                                                          |
| ----------------------------------------------------------------------------- | ----------------------------------------------------------------------------- | ----------------------------------------------------------------------------- | ----------------------------------------------------------------------------- | ----------------------------------------------------------------------------- | ----------------------------------------------------------------------------- | ----------------------------------------------------------------------------- | ----------------------------------------------------------------------------- |
| 19-11-2014                                                                    | Khartum                                                                       | Sudan                                                                         | 0 – 1                                                                         | Rep. del Congo                                                                | Qual. Coppa d'Africa 2015                                                     | -                                                                             | 81’                                                                           |
| 10-1-2015                                                                     | Dakar                                                                         | Capo Verde                                                                    | 3 – 2                                                                         | Rep. del Congo                                                                | Amichevole                                                                    | -                                                                             | 46’                                                                           |
| 17-1-2015                                                                     | Bata                                                                          | Guinea Equatoriale                                                            | 1 – 1                                                                         | Rep. del Congo                                                                | Coppa d'Africa 2015 - 1º turno                                                | -                                                                             | 78’                                                                           |
| 31-1-2015                                                                     | Bata                                                                          | Rep. del Congo                                                                | 2 – 4                                                                         | RD del Congo                                                                  | Coppa d'Africa 2015 - Quarti di finale                                        | -                                                                             | 74’                                                                           |
| 13-6-2015                                                                     | Brazzaville                                                                   | Rep. del Congo                                                                | 1 – 1                                                                         | Kenya                                                                         | Qual. Coppa d'Africa 2017                                                     | -                                                                             | 63’                                                                           |
| 23-3-2016                                                                     | Ndola                                                                         | Zambia                                                                        | 1 – 1                                                                         | Rep. del Congo                                                                | Qual. Coppa d'Africa 2017                                                     | -                                                                             | 67’                                                                           |
| 27-3-2016                                                                     | Brazzaville                                                                   | Rep. del Congo                                                                | 1 – 1                                                                         | Zambia                                                                        | Qual. Coppa d'Africa 2017                                                     | -                                                                             | 71’                                                                           |
| 27-5-2016                                                                     | Tangeri                                                                       | Marocco                                                                       | 2 – 0                                                                         | Rep. del Congo                                                                | Amichevole                                                                    | -                                                                             | 79’                                                                           |
| Totale                                                                        |                                                                               | Presenze                                                                      | 8                                                                             |                                                                               | Reti                                                                          | 0                                                                             |                                                                               |

## Palmarès

### Club

#### Competizioni nazionali
- Coppa di Bulgaria: 1

Lokomotiv Plovdiv: 2019-2020
- Supercoppa di Bulgaria: 1

Lokomotiv Plovdiv: 2020